# Вермде (комуна)
Комуна Вермде (швед. Värmdö kommun) — адміністративно-територіальна одиниця місцевого самоврядування, що розташована в лені Стокгольм у центральній Швеції. До її складу входить острів Вермде та кілька менших островів.
Вермде 195-а за величиною території комуна Швеції. Адміністративний центр комуни — місто Густавсберг.

## Населення
Населення становить 39 387 чоловік (станом на січень 2013 року). 
| Кількість населення комуни Вермде за 1970-2010 роки | Кількість населення комуни Вермде за 1970-2010 роки | Кількість населення комуни Вермде за 1970-2010 роки | Кількість населення комуни Вермде за 1970-2010 роки | Кількість населення комуни Вермде за 1970-2010 роки |
| --------------------------------------------------- | --------------------------------------------------- | --------------------------------------------------- | --------------------------------------------------- | --------------------------------------------------- |
| Рік                                                 |                                                     |                                                     | Населення                                           |                                                     |
| 1970                                                | 1970                                                |                                                     | 12 882                                              | 12 882                                              |
| 1975                                                | 1975                                                |                                                     | 16 050                                              | 16 050                                              |
| 1980                                                | 1980                                                |                                                     | 17 846                                              | 17 846                                              |
| 1985                                                | 1985                                                |                                                     | 19 173                                              | 19 173                                              |
| 1990                                                | 1990                                                |                                                     | 22 067                                              | 22 067                                              |
| 1995                                                | 1995                                                |                                                     | 26 548                                              | 26 548                                              |
| 2000                                                | 2000                                                |                                                     | 31 260                                              | 31 260                                              |
| 2005                                                | 2005                                                |                                                     | 34 933                                              | 34 933                                              |
| 2010                                                | 2010                                                |                                                     | 38 301                                              | 38 301                                              |
| Джерело: SCB                                        |                                                     |                                                     |                                                     |                                                     |

## Населені пункти
Комуні підпорядковано 20 міських поселень (tätort) та низка сільських, більші з яких:
- Густавсберг (Gustavsberg)
- Гемместа (Hemmesta)
- Шеппсдальсстрем (Skeppsdalsström)
- Мертнес (Mörtnäs)
- Юре (Djurö)
- Брунн (Brunn)
- Ставснес (Stavsnäs)

## Галерея

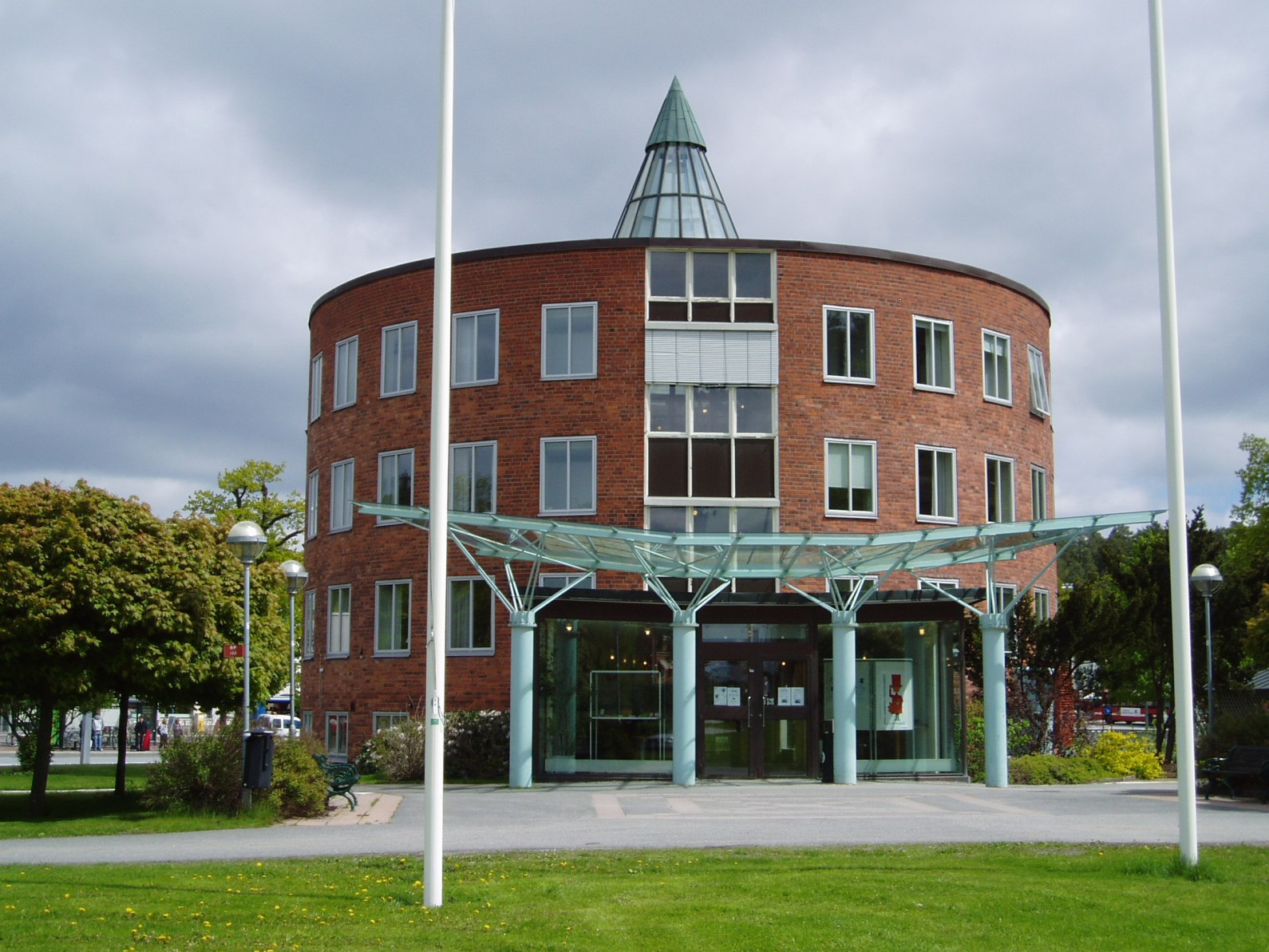
Бібліотека (Ґуставсберґ)
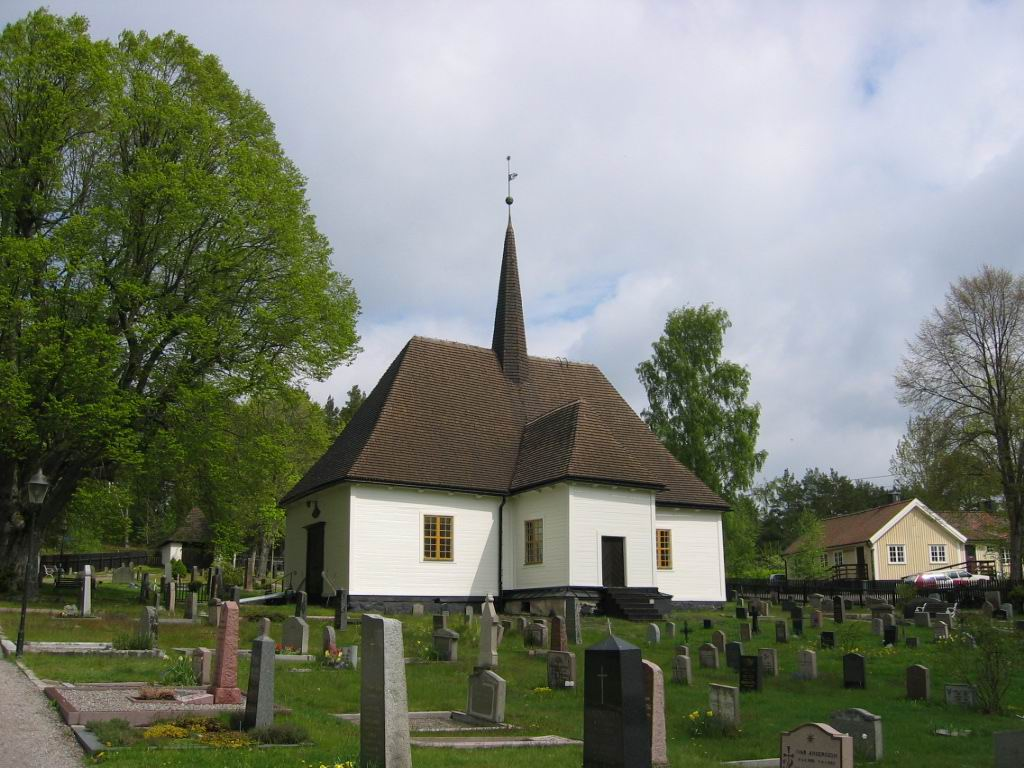
Церква (Юре)
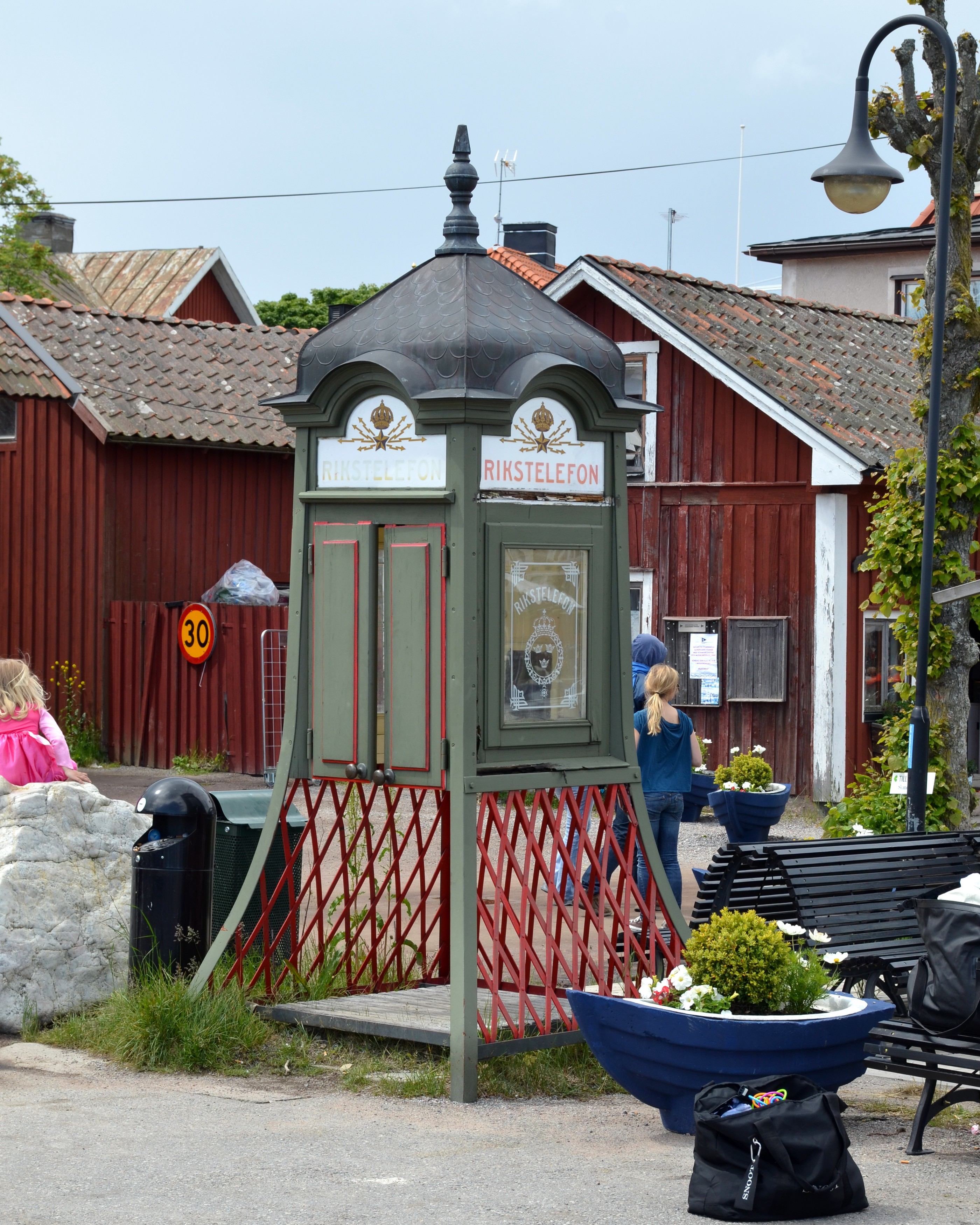
Острів Сандгамн

## Виноски
1. ↑  Andersson P. Sveriges kommunindelning 1863-1993 — Mjölby: Draking, 1993. — 132 с. — ISBN 978-91-87784-05-7
2. ↑  Deshira Flankör (M) kontaktinformation
3. ↑  Folkmangd i riket, lan och kommuner (шв.) . Центральне бюро статистики Швеції. Архів оригіналу за 20 серпня 2013. Процитовано 28 лютого 2013.